# Mackenziaena
Genre
Mackenziaena est un genre de passereaux de la famille des Thamnophilidés.

## Liste des espèces
Selon la classification de référence du Congrès ornithologique international (version 6.4, 2016) :
- Mackenziaena leachii — Batara de Leach, Batara funèbre, Parana de Leach (Such, 1825)
- Mackenziaena severa — Batara othello, Parana à huppe (Lichtenstein, MHK, 1823)